# Julio Mannino
Julio Mannino (Toluca, 20 de setembro de 1969) é um ator mexicano. É mais conhecido no Brasil por interpretar o personagem Ramón Joseph Contreras na telenovela de 2006 A Feia Mais Bela.

## Filmografia

### Reality shows
- Mi sueño es bailar (2012)

### Telenovelas
- Tu vida es mi vida (2024) - Rigoberto López
- Amor dividido (2022) - Benicio Quintana
- Esta historia me suena (2019-2023) - Varios episodios
- Sueño de amor (2016) - Mario Kuri
- Que te perdone Dios (2015) - Benito
- Cuando me enamoro (2010) - Saúl Guardiola
- Las tontas no van al cielo (2008) - Rafael
- La fea más bella (2006) - Ramon Joseph Contreras
- Apuesta por un amor (2004) - Leandro Pedraza
- Niña amada mía (2003) - Pablo Guzmán
- Por un beso (2000-2001) - Neto
- Amigos x siempre (2000) - Marco
- Cuento de Navidad (1999-2000)
- El niño que vino del mar (1999) - Dr. Juan Manuel Ríos
- Rencor apasionado (1998) - Efraín
- Camila (1998) - Nacho Juárez
- Sin ti (1997-1998)
- Salud, dinero y amor (1997)
- Mi querida Isabel (1996)
- Para toda la vida (1996)
- Luz Clarita(1996)
- María la del barrio (1995)
- Acapulco, cuerpo y alma (1995)
- Volver a empezar (1994)
- Dos mujeres, un camino (1993)

## Prêmios e nomeações

### TVyNovelas
| Ano  | Categoria                  | Telenovela        | Resultado |
| ---- | -------------------------- | ----------------- | --------- |
| 2003 | Melhor revelação masculina | Niña... amada mía | Indicado  |